# Portolano

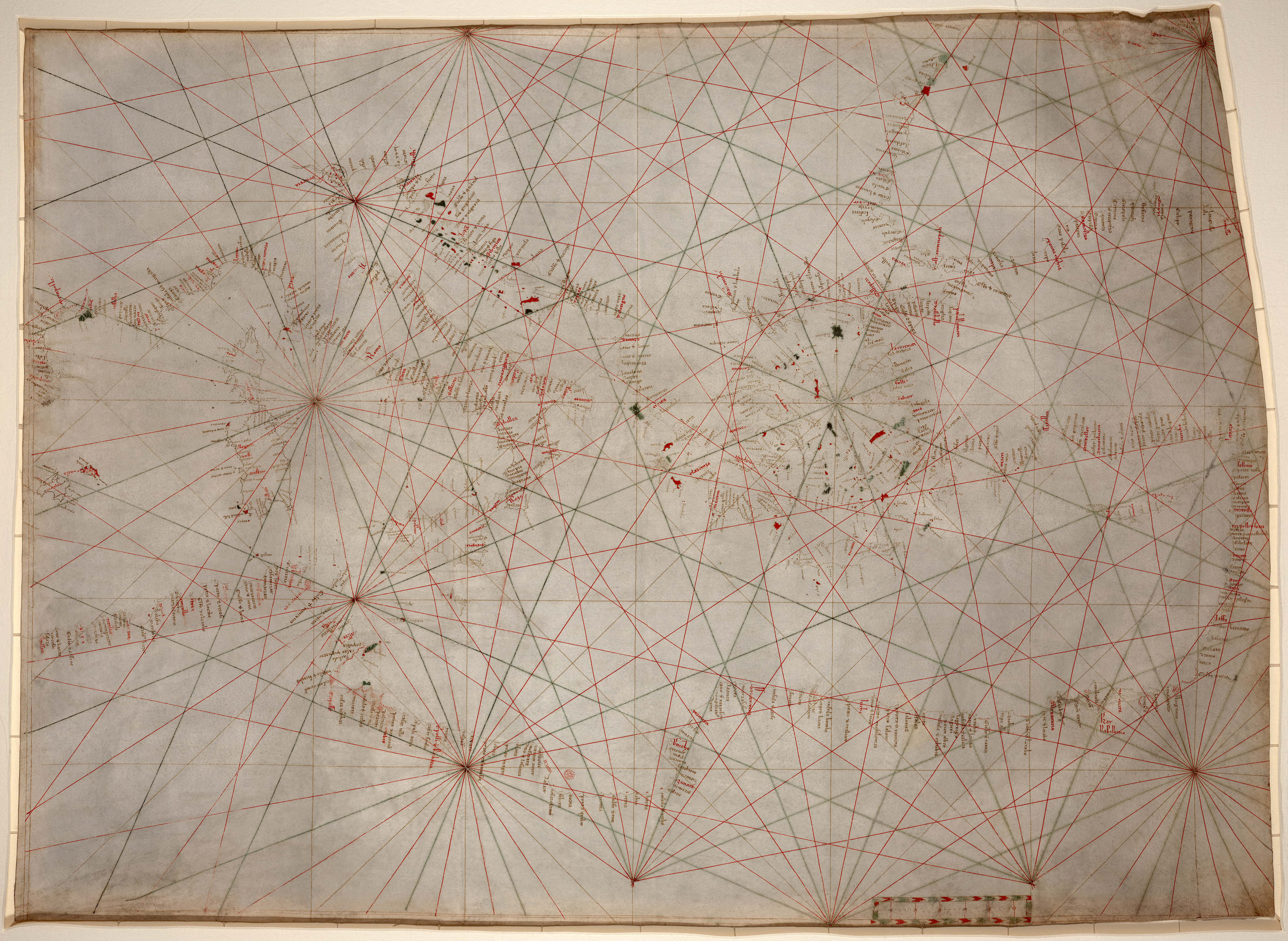
Una carta nautica in forma di portolano, probabilmente disegnata da un anonimo genovese. Secondo quarto del XIV secolo.

Un portolano (il cui nome deriva dalla parola latina portus cioè: porto) è un manuale per la navigazione costiera e portuale o aeronautica, basato sull'esperienza e l'osservazione, contenente informazioni relative ad una delimitata regione (per esempio: Portolano del Golfo di Trieste). L'introduzione del portolano risale al XIII secolo, prima in Italia e successivamente in Spagna.
La serie dei portolani (validi anche per il diporto nautico) editi dall'Istituto Idrografico della Marina Italiana, è formata da due volumi di argomenti generali e 8 volumi che descrivono le coste di Italia, Corsica e Isole Maltesi. I primi due volumi forniscono informazioni di meteorologia e di aspetti generali di carattere: normativo, geografico e oceanografico.

## Contenuti
Un portolano riporta informazioni utili al riconoscimento dei luoghi tramite descrizioni testuali, disegni e carte geografiche; contiene informazioni sulla normativa locale, su pericoli e ostacoli alla navigazione come secche o relitti; indicazioni per l'ingresso nei porti, per l'ancoraggio ed ogni altra informazione ritenuta utile alla navigazione e alla sicurezza.
Nel portolano troviamo non soltanto i riferimenti per il cabotaggio costiero, ma anche l'indicazione di rotte in mare aperto, come dalla Liguria alla Corsica, dalla Sicilia a Creta, da Rodi a Cipro.
Queste rotte in mare aperto durante il Medioevo erano chiamate con parola latina transfretus (quarta declinazione), come si legge ad esempio nel Liber Rivieriarum della fine del XIII secolo: nei testi italiani si usano formule come a golfo lanciato o soprattutto peleggio (più raramente: pileggio), vocabolo adoperato anche da Dante Alighieri proprio col significato di "audace traversata”: "Non è pileggio da picciol barca / quel che fendendo va l'ardita prora / né da nocchier che a se stesso parca.” (Dante, Divina Commedia, Paradiso, canto XXIII, vv. 67-69). Nella maggioranza dei casi il testo portolanico precisa per ciascun peleggio sia la distanza da percorrere, sia la direzione rispetto ai punti cardinali.
Nel lessico del portolano medievale italiano il navigare per cabotaggio costiero è detto per starea, ricalcando un'espressione del greco medievale (sterea ghe = la terraferma).

## Storia
I portolani di più antica datazione, risalenti al Medioevo, discendevano direttamente dai peripli di origine greca e latina: in epoca classica, in assenza di vere e proprie carte nautiche, la navigazione veniva effettuata servendosi di libri che descrivevano la costa, non necessariamente destinati alla nautica, ma più spesso consistenti in resoconti di precedenti viaggi, o celebrazioni delle gesta di condottieri o regnanti.
A differenza delle carte nautiche, di cui non si hanno tracce in epoca greca e romana e di cui i primi esemplari risalgono al XIII secolo, i peripli e, successivamente, i portolani si avvalgono di una tradizione ininterrotta e sostanzialmente immutata che deriva da secoli di utilizzo ed esperienza.

L'esemplare più antico di portolano per il Mar Mediterraneo è il Periplo di Scilace di Carianda.
Risale al Medioevo il Compasso da navegare, realizzato da un anonimo italiano, scritto in lingua Sabir, la lingua franca mediterranea. Il medievalista Bacchisio Motzo lo fa risalire alla metà del Duecento sulla base di confronti filologici con altre versioni dello stesso testo. Il termine compasso probabilmente risale al verbo latino compassare, ovvero misurare a passi, mentre non è escluso nemmeno il collegamento al compasso vero e proprio, quale strumento per misurare le distanze.
Tra gli altri importanti portolani realizzati tra il XIII ed il XV secolo può essere ricordato l'esemplare più antico per la navigazione d'altura nell'Oceano Atlantico, realizzato per rotte dalla Scandinavia alle grandi isole del nord dell'Oceano, risalente alla metà del XIII secolo e appartenente al Codice Valedemar; ed il primo portolano francese riguardante il Mar Mediterraneo, chiamato Le grant routier, e redatto nel 1485 ma poi riprodotto, a più riprese, fino al 1643.
I testi risalenti alle epoche suddette non erano accompagnati da carte nautiche, salvo alcuni disegni dei profili di costa, stampati o inseriti in un secondo momento tra le pagine. Con l'avvento delle esplorazioni geografiche nel XV secolo in Spagna e Portogallo i portolani vennero coperti dal segreto di stato.

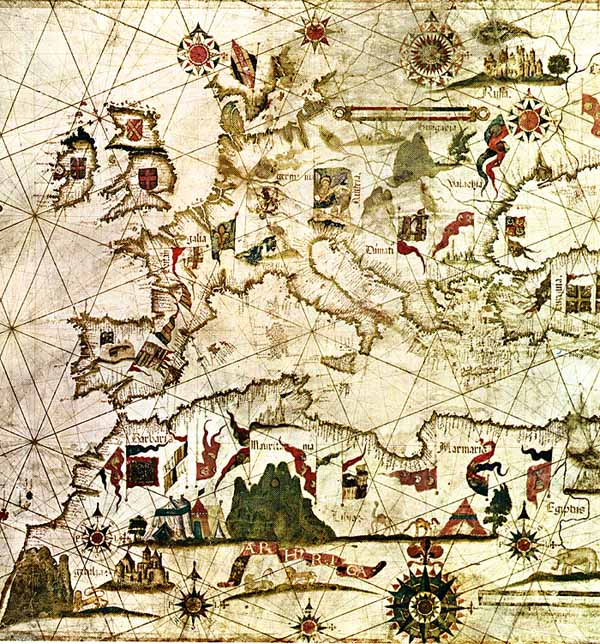
Carta portolanica di Diego Homem, XVI secolo, Europa e Africa settentrionale

Le altre carte nautiche del Trecento, Quattrocento e del Cinquecento, in prevalenza manoscritte su pergamene dette portolaniche, a volte non rilegate, a volte riunite in atlanti, erano corredate di ampie legende descrittive di particolarità della costa, e di istruzioni per il navigante. Queste carte erano disegnate senza tener conto della curvatura terrestre e su di esse erano riportate le linee lossodromiche: ciò le rendeva inadatte per essere usate come guida nell'attraversare un oceano. Esse erano invece utili durante la navigazione in piccoli mari, come il Mediterraneo e il mar Rosso.
Il primo portolano corredato di carte nautiche è De Spieghel der Zeevaerdt, pubblicato tra il 1583 ed il 1584 dall'olandese Lucas Janszoon Waghenaer che, per espandere il mercato del suo prodotto a tutte le marinerie d'Europa, ne realizzò la traduzione in francese, inglese e tedesco. L'opera di Waghenaer era tanto ben curata che l'Ammiragliato inglese ne commissionò un rifacimento a Sir Anthony Ashley, che realizzò The Mariners' Mirrour, pubblicato attorno al 1588 e successivamente uscito in edizione francese con il nome Du Miroir de la navigation nel 1590.
Per tutto il XVII secolo vennero utilizzati in Europa grandi portolani-atlanti, solitamente di produzione olandese anche se ricavati da carte straniere, in più tomi a copertura di tutto il globo, che comprendevano una minuziosa descrizione delle coste da porto a porto, corredata da rudimentali vedute di costa inserite nel testo, oltre a carte nautiche a scale variabili.
Solo con il XVIII secolo il portolano venne distinto in maniera definitiva dalla carta nautica: le carte furono prevalentemente riunite in atlanti a dimensione regionale, ed il portolano prese la valenza che ha oggi, ovvero un documento nautico prodotto dagli Enti cartografici ufficiali.

## Galleria d'immagini

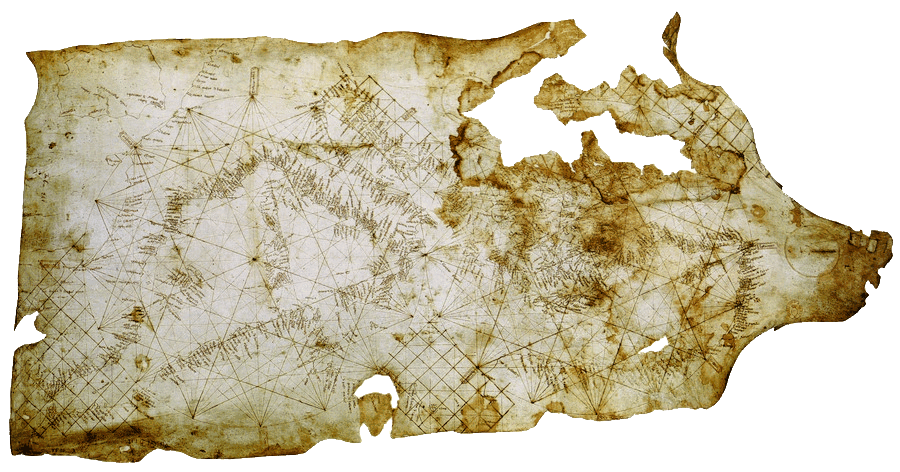
La Carta Pisana del 1296
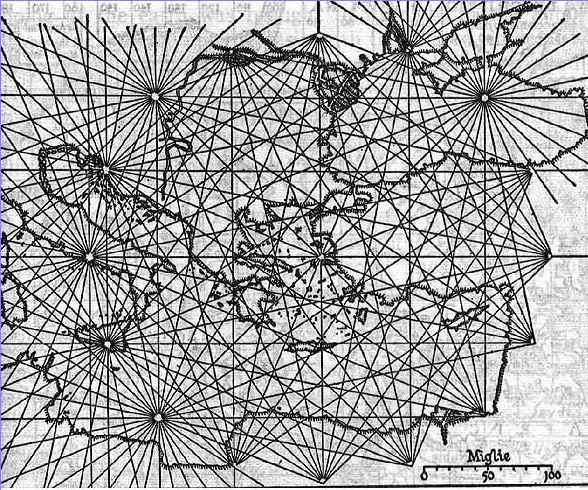
Portolano di Pietro Vesconte (1311)Archivio di Stato di Firenze
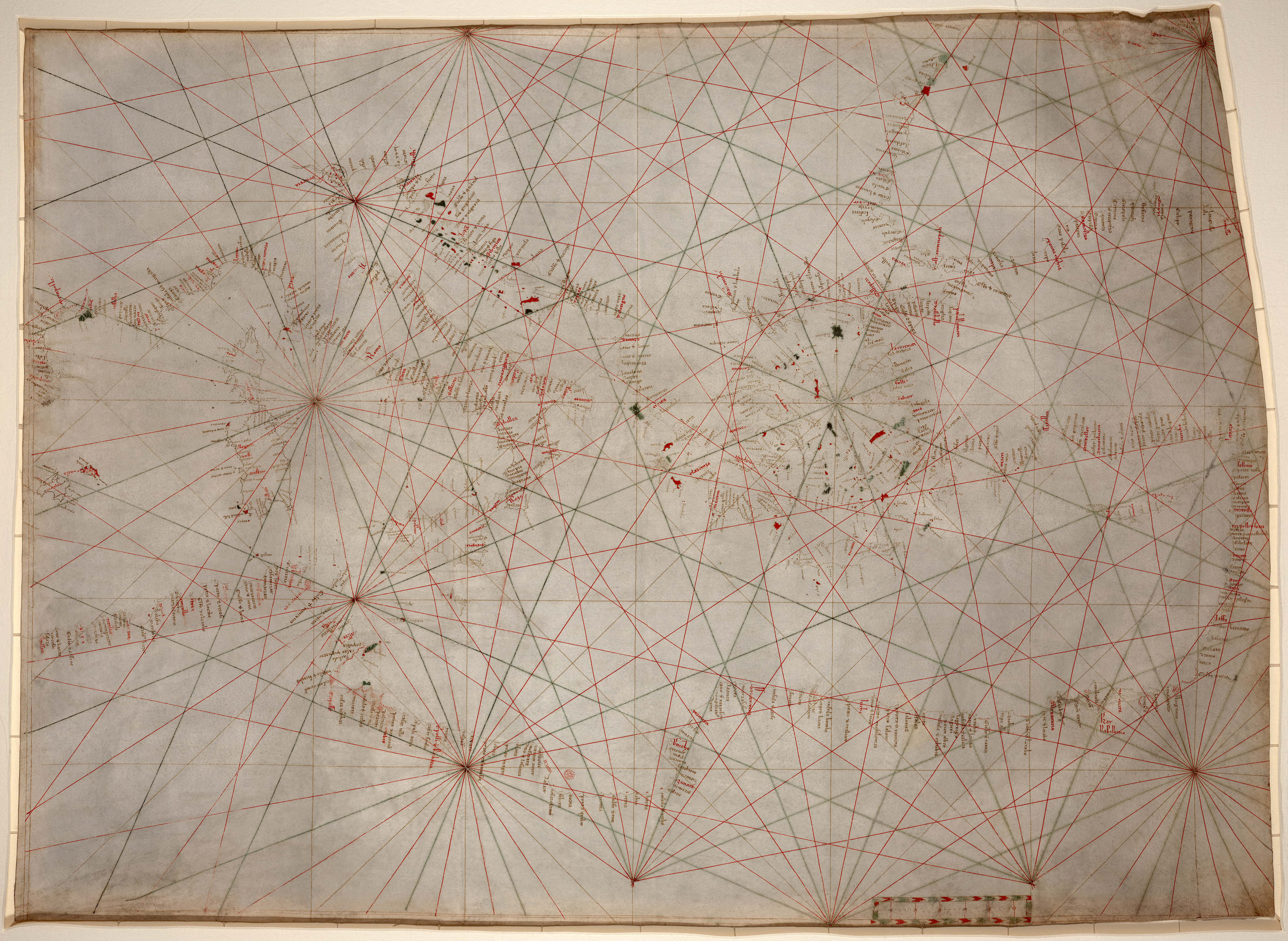
Portolano italiano del secondo quarto del XIV secolo. Library of Congress
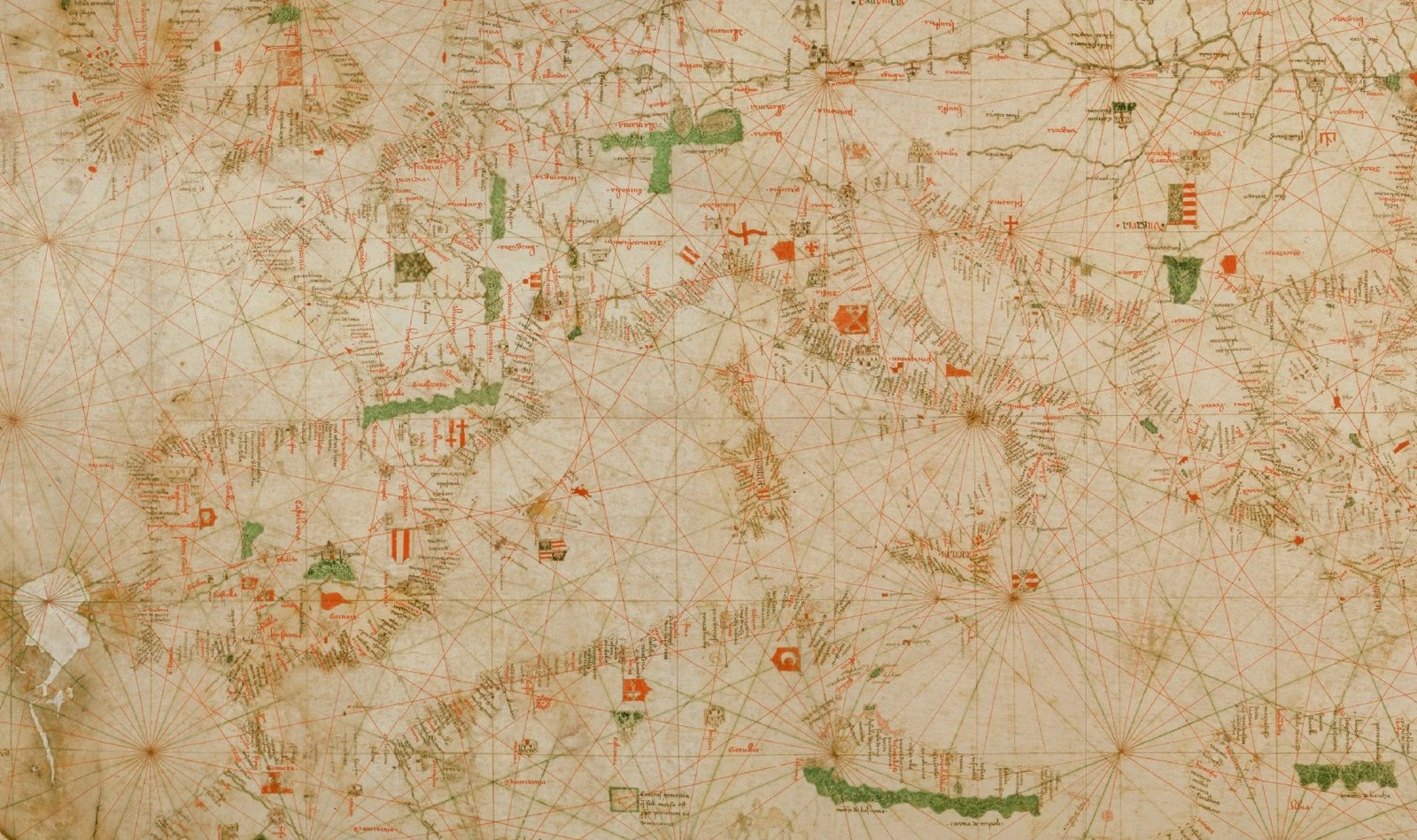
Parte del portolano di Angelino Dalorto (o Dulcert) del 1325. Collezione Corsini, Firenze
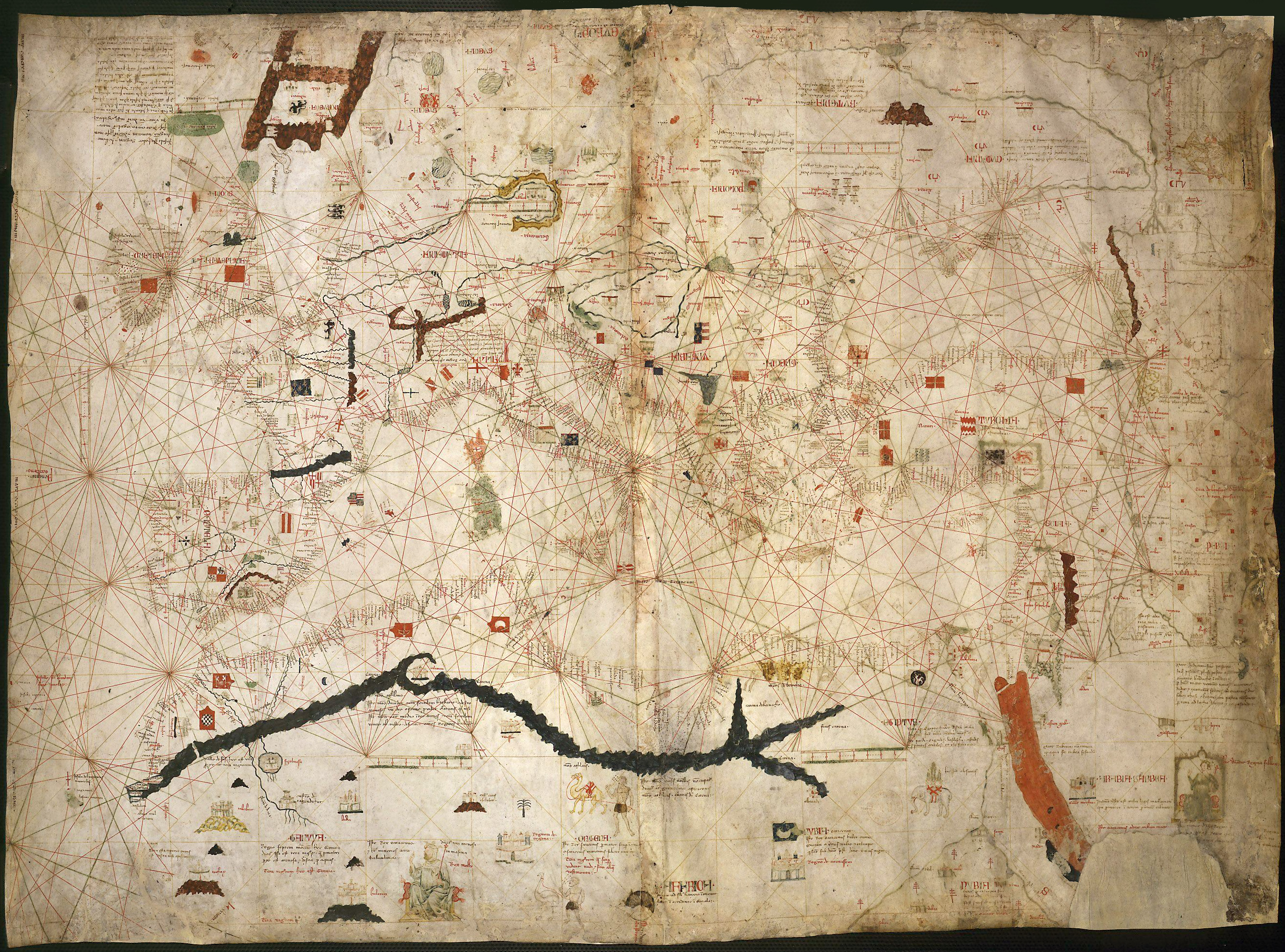
Portolano di Angelino Dulcert del 1339. Biblioteca nazionale di Francia
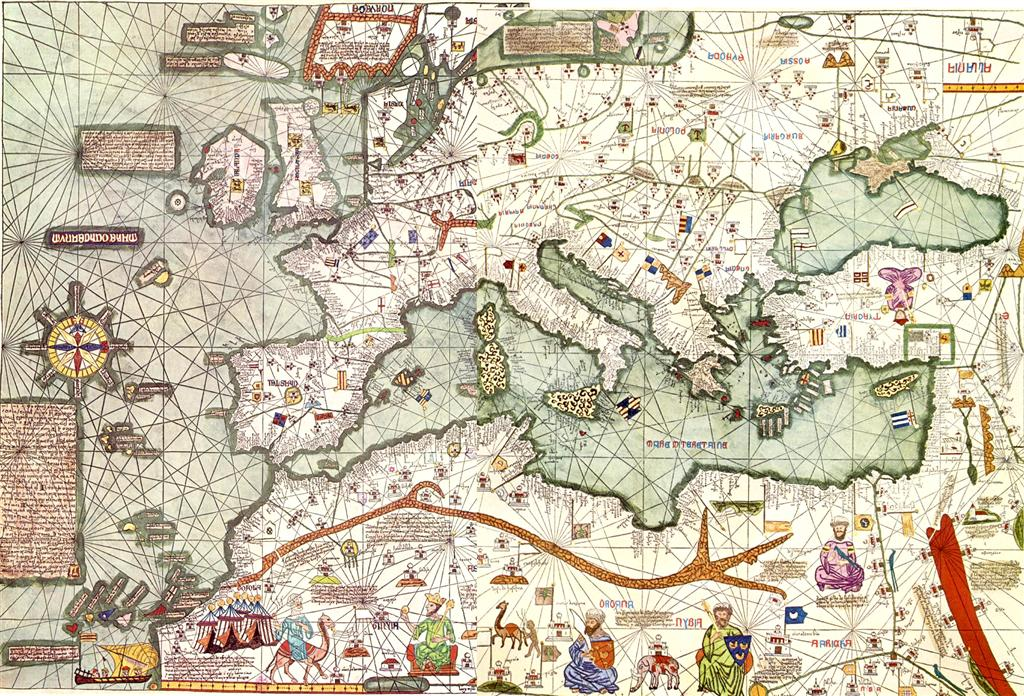
Parte dell'Atlante catalano di Abraham Cresques (1375) Biblioteca nazionale di Francia
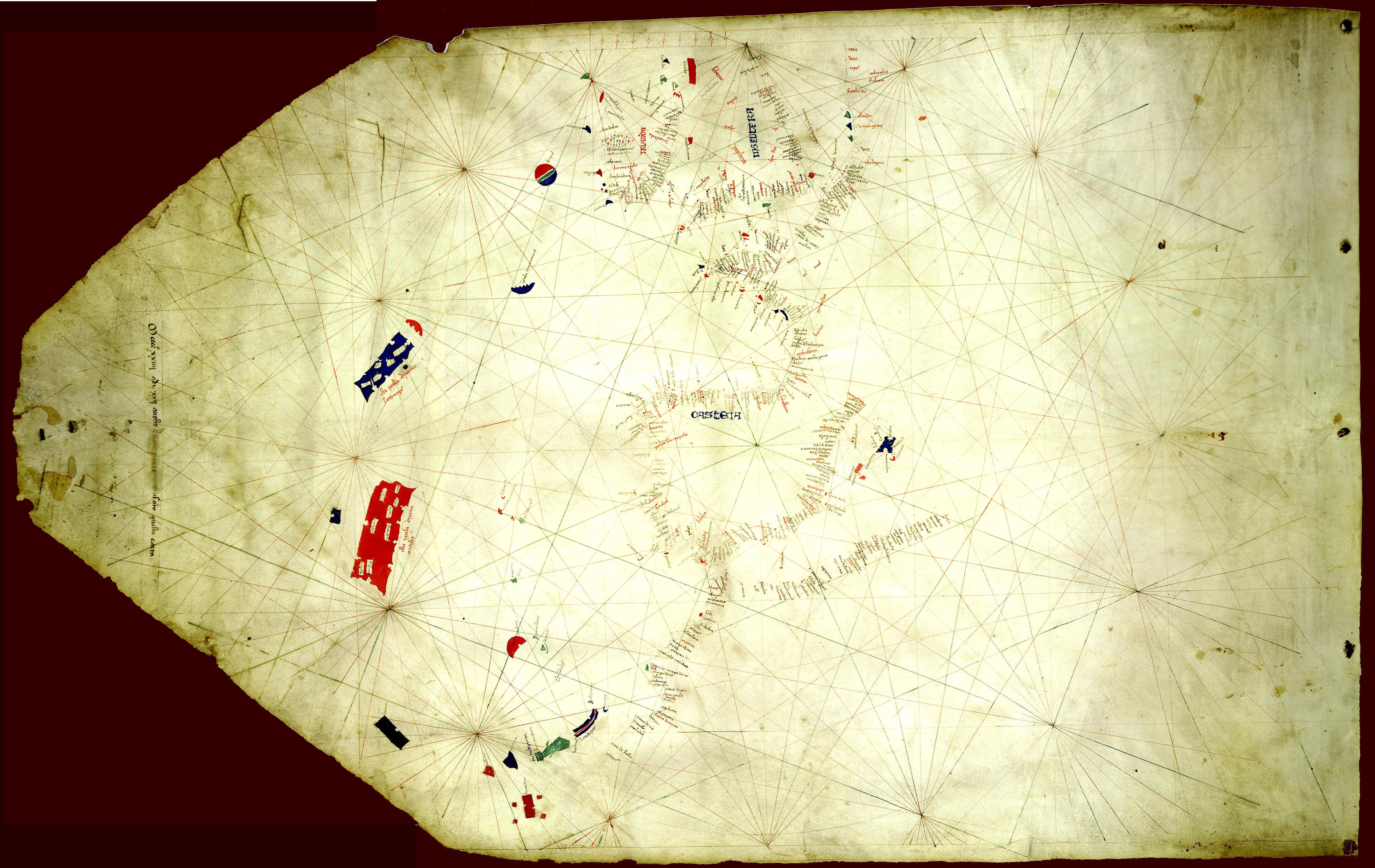
Portolano del veneziano Zuane Pizzigano (1424). Università del Minnesota
Portolano del genovese Albino de Canepa (1489)
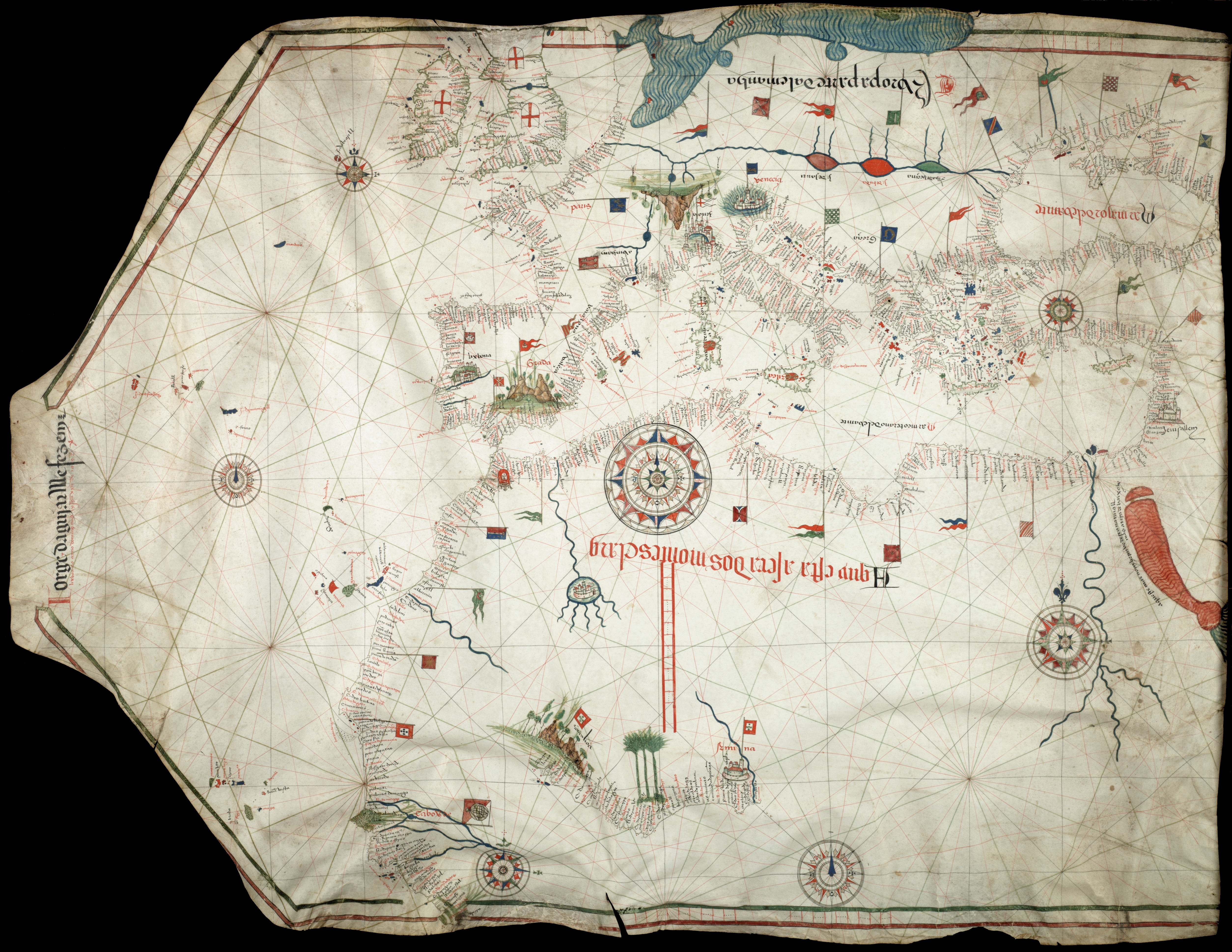
Portolano del portoghese Jorge de Aguiar (1492). Yale University
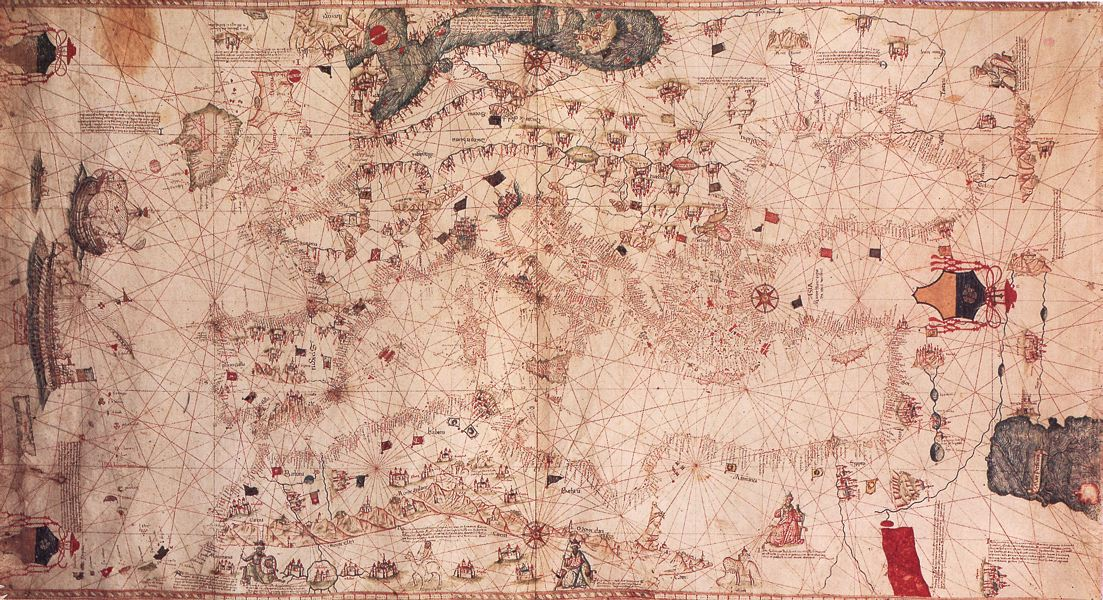
Portolano dell'anconetano Grazioso Benincasa (1492) Biblioteca Universitaria di Bologna